# Rhiannon Fish

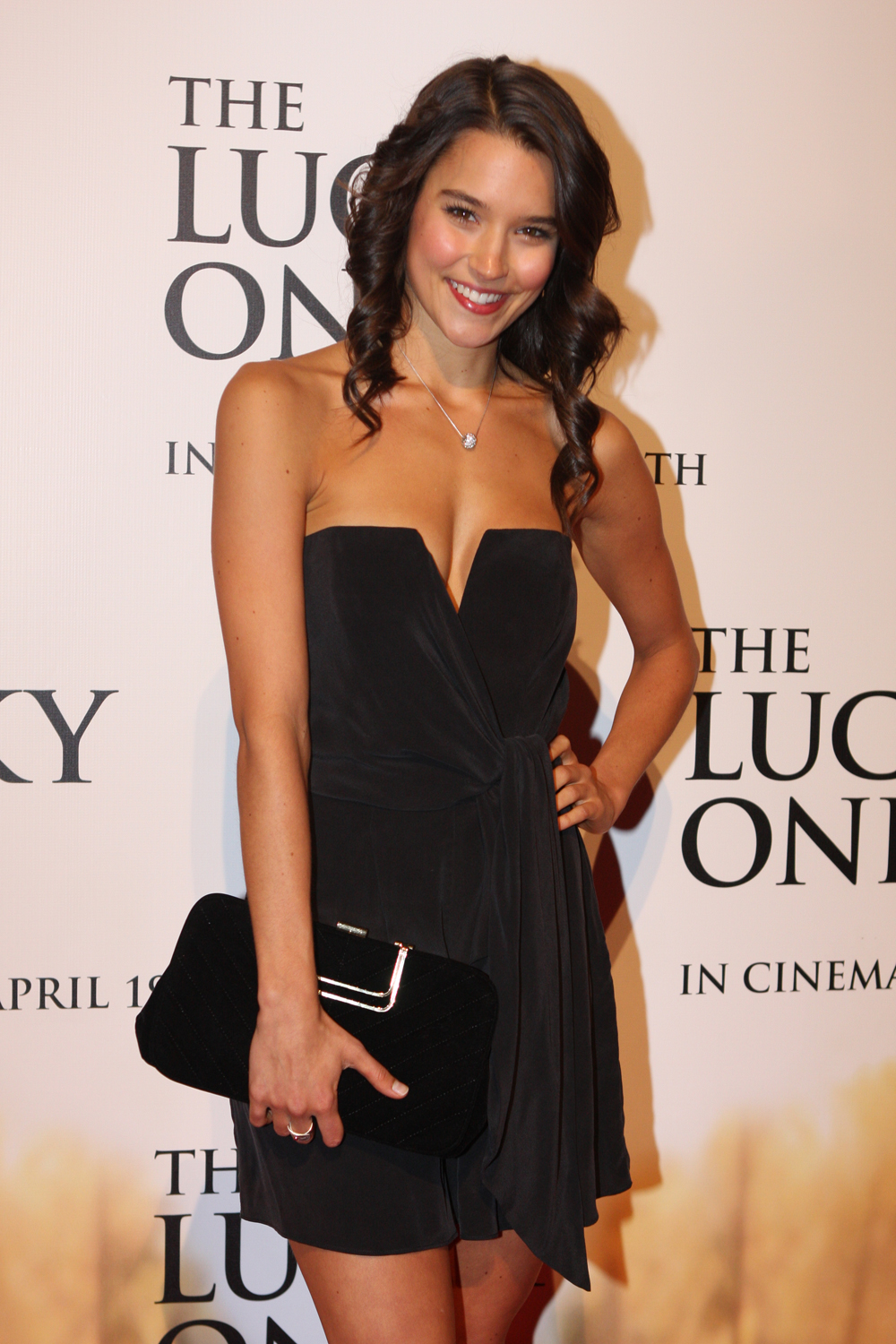
Rhiannon Fish bei der Premiere von The Lucky One – Für immer der Deine im April 2012

Rhiannon Marie Fish (* 14. März 1991 in Calgary, Alberta, Kanada) ist eine australische Schauspielerin.

## Leben
Rhiannon Fish wurde am 14. März 1991 im kanadischen Calgary geboren. Ihre Familie zog, als sie vier Jahre alt war, nach Melbourne. Sie hatten geplant 18 Monate in Australien zu bleiben, aber beschlossen schließlich dauerhaft dort zu leben. Fish besuchte die Camberwell Girls Grammar School und die Children’s Performing Company of Australia, die sie 2009 absolvierte. Im Alter von dreizehn Jahren beschloss sie Schauspielerin zu werden.
Von Mitte 2010 bis Juni 2012 war sie mit Lincoln Lewis zusammen, den sie bei den Dreharbeiten zu Home and Away kennengelernt hatte.

## Karriere
Im Alter von elf Jahren erhielt sie die Rolle der Lisa Jeffries in der australischen Seifenoper Nachbarn, in der sie sieben Jahre lang zu sehen war. Danach erhielt sie die Rolle der Rocky in der australischen Version von As the Bell Rings. 2008 spielte sie in dem Film Playing for Charlie mit und hatte 2010 einen Gastauftritt in der Fernsehserie Satisfaction.
Von Juni 2010 bis 2013 hatte sie die Rolle der April Scott in der Seifenoper Home and Away inne.

## Filmografie (Auswahl)
- 2003–2006: Nachbarn (Neighbours, Seifenoper)
- 2007, 2009: As the Bell Rings (Fernsehserie, 14 Episoden)
- 2008: Playing for Charlie
- 2010: Satisfaction (Fernsehserie, Episode 3x09)
- 2010–2013: Home and Away (Seifenoper)
- 2016: The 100 (Fernsehserie, 7 Episoden)
- 2018: Occupation
- 2020: You’re Bacon Me Crazy (Fernsehfilm)
- 2021: How to Con A Con: An Aurora Teagarden Mystery (Fernsehfilm)
- 2021: A Love to Remember (Fernsehfilm)
- 2021: The 27-Hour Day (Fernsehfilm)
- 2021: Journey of My Heart (Fernsehfilm)
- 2021: Signed, Sealed, Delivered: The Vows We Have Made (Fernsehfilm)
- 2021: For the Love of Chocolate (Love and Chocolate, Fernsehfilm)
- 2022: A Splash of Love (Fernsehfilm)
- 2022: Sweet as Pie
- 2022: Nikki & Nora – Sister Sleuths (Fernsehfilm)
- 2022: The Christmas Retreat (Fernsehfilm)
- 2023: A Royal in Paradise (Fernsehfilm)
- 2023: Picture of Her (Fernsehfilm)
- 2023: Team Bride (A Vintage Bride, Fernsehfilm)
- 2023: When Love Springs (Fernsehfilm)
- 2023: My Norwegian Holiday (Fernsehfilm)
- 2024: Living with My Mother’s Killer (Fernsehfilm)
- 2024: Signed, Sealed, Delivered – A Tale of Three Letters (Fernsehfilm)
- 2024: A Costa Rican Wedding (Fernsehfilm)
- 2024: He Loves Me Not
- 2024: A Christmas Castle Proposal – A Royal in Paradise 2
- 2025: Polar Opposites (Fernsehfilm)
- 2025: Signed, Sealed, Delivered – To the Moon and Back (Fernsehfilm)
- 2025: A Machu Picchu Proposal (Fernsehfilm)